# Institut für medizinische Anthropologie und Bioethik
Das Institut für medizinische Anthropologie und Bioethik (IMABE) wurde 1988 auf Initiative von Medizinern, Juristen und Geisteswissenschaftlern in Wien gegründet. Ziel ist es, den Dialog von Medizin und Ethik in Forschung und Praxis auf Grundlage des christlichen Menschenbildes zu fördern. Es arbeitet im Auftrag der Österreichischen Bischofskonferenz.

## Rechtsform und Organisationsstruktur
Die Österreichische Bischofskonferenz (ÖBK) hat das IMABE-Institut im Jahre 1990 als kirchliche Rechtspersönlichkeit errichtet und entsprechende Statuten erlassen, die 2006 und 2017 aktualisiert wurden. Die Leitung erfolgt durch ein Kuratorium; dessen Mitglieder werden von der ÖBK jeweils für fünf Jahre ernannt. Der Vorsitzende des Kuratoriums ist derzeit Erzbischof Franz Lackner aus Salzburg, der damit 2018 den langjährigen Vorsitzenden Bischof Klaus Küng abgelöst hat.
Es gibt auch einen wissenschaftlichen Beirat mit derzeit 15 Hochschulprofessoren und Dozenten aus Österreich, Deutschland und der Schweiz.
Der Direktor des Instituts wird von der Österreichischen Bischofskonferenz ernannt. Seit 1990 hat der Wiener Internist und Palliativmediziner Johannes Bonelli diese Funktion inne. Bonelli war von 1980 bis 2009 Ärztlicher Direktor des Krankenhauses St. Elisabeth in Wien sowie langjähriges Mitglied der Päpstlichen Akademie für das Leben (1996–2011). Weitere wichtige Mitarbeiter des IMABE-Instituts sind Enrique H. Prat de la Riba und Susanne Kummer.

## Aufgabe
Die Fortschritte von Medizin und Forschung haben die Lebenssituation des Einzelnen in den letzten Jahrzehnten erheblich verbessert. Gleichzeitig sind die ethischen Herausforderungen gewachsen: Was wollen wir können – mit Blick auf den Menschen in seiner unantastbaren Würde, sei es am Lebensbeginn, am Lebensende oder im Zuge der ärztlichen Behandlung?
IMABE arbeitet interdisziplinär. Die wichtigste Aufgabe des Instituts ist eine fachübergreifende und unabhängige Forschung auf den Gebieten von Medizin und Ethik. Darüber hinaus sollen die ethischen Implikationen in der Entwicklung von Medizin und Forschung beleuchtet und in ihrer gesellschaftspolitischen Dimension kritisch hinterfragt werden.
Das Institut richtet sich sowohl an Einzelpersonen als auch an Verbände und Organisationen, die an einer Auseinandersetzung mit aktuellen medizin-ethischen Fragen auf Grundlage der Menschenwürde und Menschenrechte interessiert sind. Aus Anlass des 20-Jahr-Jubiläums unterstrich Kardinal Christoph Schönborn die Aufgabe des Instituts für den interdisziplinären Dialog im Bereich Medizin und Ethik.

## Aktivitäten
- Forschung im Bereich medizinischer Anthropologie und Bioethik; ethische Bewertung medizinischer Verfahren; Suche nach Alternativen für ethisch nicht vertretbare Methoden
- Beratung von Personen und Institutionen im Gesundheitswesen
- Fallstudien für Ärzte und Krankenschwestern
- Symposien
- Interdisziplinäre Expertengespräche zu aktuellen medizin-ethischen Themen: Medizin, Philosophie, Psychologie, Pharmazie, Rechtswissenschaft, Demographie, Soziologie und Theologie

## Publikationen
- Imago Hominis: Quartalschrift des Instituts für medizinische Anthropologie und Bioethik (1994–2023)
- Newsletter: Aktuelles zu bioethischen Themen aus Politik, Medizin und Gesellschaft (monatlich)
- IMABE-Infos: kurze Darstellung von ethischen Aspekten medizinischer Verfahren (Themen: Placebo, IVF, AIDS, Therapiereduktion, Tabakrauchen, Klonen, Stammzellenforschung etc.)
- IMABE-Studien: wissenschaftliche Schriftenreihe
- Buchreihe „Medizin und Ethik“ (Springer-Verlag)
- Ethische Erklärungen: Erklärungen und Stellungnahmen zu medizinethischen Fragen